# Rif (Insel)
Das Rif ist ein großer Hochsand im Wattenmeer der Nordsee nahe bei Schiermonnikoog.
Die Sandbank liegt etwa 1,5 Meter über Normalnull, dazu kommt seit einigen Jahren Dünenbildung. Die Insel ist entstanden durch das Eindeichen der Lauwerszee im Jahre 1969. Dadurch kommt weniger Wasser durch das Seegatt zwischen Ameland und Schiermonnikoog, was zu einer Verlandung führt. Dadurch wurde der Weststrand von Schiermonnikoog größer und es entstand eine Sandbank, diese wurde Das Riff genannt. In den 1990er Jahren war es eine wüste Sandplatte ohne Pflanzenwuchs. Im Jahre 2004 konnte der Queller sich in einigen Bereichen etablieren.
Im Jahr 2012 versandete das Gatt zwischen der Engelsmanplaat und Rif, die mittlere der Dünen auf der Insel wurde auf 2,3 Meter geschätzt.
Die Sandbank dient als Brutgebiet. Das Betreten ist in der Brutzeit, von Mai bis August, verboten. Die Insel ist auch ein beliebter Ruheplatz für Seehunde.